# Варма (фамилия)
Ва́рма (IAST: Varmā), варианты: Ва́рман (IAST: Varman), Бу́рман (IAST: Burman) и Ве́рма (IAST: Verma) — фамилия, встречающаяся в основном в Индии и других странах Юго-Восточной Азии среди людей различных каст и этнических групп. В Северной Индии носители фамилии Верма принадлежали к касте Каястха, однако в Центральной Индии их можно встретить также в кастах Лодхи, Курми и Коери.
Производная фамилия Бурман чаще встречается среди коренных жителей Мьянмы и северо-восточной Индии.
По данным Айодхи Прасада Саха (Ayodhya Prasad Sah), подобные титулы также встречается среди брахманов в некоторых частях индийского штата Одиша, хотя исторически они давались кштатриям.

## Известные носители
- Варма, Александер (1890—1970) — эстонский государственный и дипломатический деятель.
- Варма, Венкатеш (род. 1961) — индийский дипломат.
- Варма, Девен (1937—2014) — индийский актёр.
- Варма, Джаганнатха (1939—2016) — индийский танцор и актёр.
- Варма, Индира (род. 1973) — английская актриса.
- Варма, Махадеви (1907—1987) — индийская поэтесса, прозаик, переводчица.
- Варма, Рави (1848—1906) — индийский художник.
- Варма, Рам Гопал (род. 1962) — индийский режиссёр, продюсер и сценарист.